# Купела
Купела (фр. Koupéla) - місто і міська комуна в Буркіна-Фасо, у Східно-Центральної області країни. Адміністративний центр провінції Курітенга.

## Географія
Місто розташоване на сході центральної частини країни, за 137 км на схід від Уагадугу і за 82 км на захід від Фада-Нґурма, на висоті 296 м над рівнем моря . Є центром католицької архиєпархії купела.

## Населення
За даними на 2013 рік чисельність населення міста становила 23 106 осіб . Населення міської комуни за даними перепису 2006 року становить 58 632 людини . Основна етнічна група - мосі.
 Динаміка чисельності населення міста по роках: 
| 1996  | 2005  | 2006   | 2013  |
| ----- | ----- | ------ | ----- |
| 17619 | 22226 | 19 980 | 23106 |